# Viola forskaalii
Viola forskaalii är en violväxtart som beskrevs av Werner Rodolfo Greuter. Viola forskaalii ingår i släktet violer, och familjen violväxter. Inga underarter finns listade i Catalogue of Life.